# G&L
G&L è un'azienda statunitense che produce chitarre e bassi elettrici solid body fondata da George Fullerton, Leo Fender e Dale Hyatt nel 1979, dopo la fine della collaborazione di Fender con la Music Man.
Ha sede a Fullerton, California.
La produzione della G&L comprende molti modelli di chiara ispirazione fenderiana pur rivisitati esteticamente ma soprattutto rivisti e migliorati nella componentistica.
Dopo la scomparsa di Leo Fender, avvenuta nel 1991, la moglie Phyllis cedette la gestione della società alla BBE Sound.

## Produzione
La G&L produce da sempre ottimi strumenti solid-body, tra i più famosi si ricordano:

### Chitarre
- ASAT Classic: Simile alla Telecaster; prodotta con corpo pieno o in versione semiacustica.
- Bluesboy: Basata sulla ASAT Classic, ma con pickup del tipo humbucker.
- ASAT Special: chiamata G&L Broadcaster fino al 1985. Simile alla ASAT Classic ma con pickup del tipo "soap bar" MFD e con ponte fisso di tipo moderno Saddle-Lock.
- ASAT Z-3: Simile alla ASAT Classic ma con 3 pickup "Z-Coil" pickups, switch multi posizione e ponte Saddle-Lock.
- Comanche: Simile alla Fender Stratocaster, monta pickup MFD Z-coil e il ponte "Dual Fulcrum" con sistema vibrato.
- F-100: La prima chitarra prodotta dalla G&L. Monta due pickup MFD controllabili da due switch per modificarne la fase.
- G-200: Disegnata da George Fullerton, è l'unica chitarra G&L con scala 24-3/4" (tipica delle chitarre Gibson). Monta due humbucker MFD, ponte Saddle-Lock fisso, circuitazione ideata da Leo Fender, tastiera in ebano e corpo in mogano. Ne sono state prodotte approssimativamente 209.
- George Fullerton Signature model: Basata sulla Legacy dalla quale si differenzia per il profilo del manico (del tipo anni '50) a "V".
- Invader: Alcune montavano ponte della Kahler e ponte con sistema vibrato.
- Legacy: Simile alla Stratocaster con nuovo ponte Dual Fulcrum vibrato.
  - Legacy Special: Basata sulla Legacy, ma con nuovi pickup humbucker.
  - Legacy Deluxe: Tipo Stratocaster. Con controlli montati da dietro e senza parapenna. La configurazione dei pickup prevedeva un Seymour Duncan TB-4 and due single coil all'alnico.
- Rampage: Simile nella forma alla Stratocaster. Utilizzava un humbucker specificamente disegnato e costruito per G&L dalla Schaller. Il manico era in acero con la tastiera in ebano. Quasi tutte utilizzavano sistema tremolo della Kahler.
- S-500: Simile alla Stratocaster e al modello Legacy, ma con pickup MFD e switch modificato.
- Will Ray Signature Model: Basata sulla ASAT Z-3 con modifiche adottate da Will Ray, compresi dei unovi avvolgimenti dei pickup, il sistema B-Bender e un nuovo profilo del manico.

### Bassi elettrici

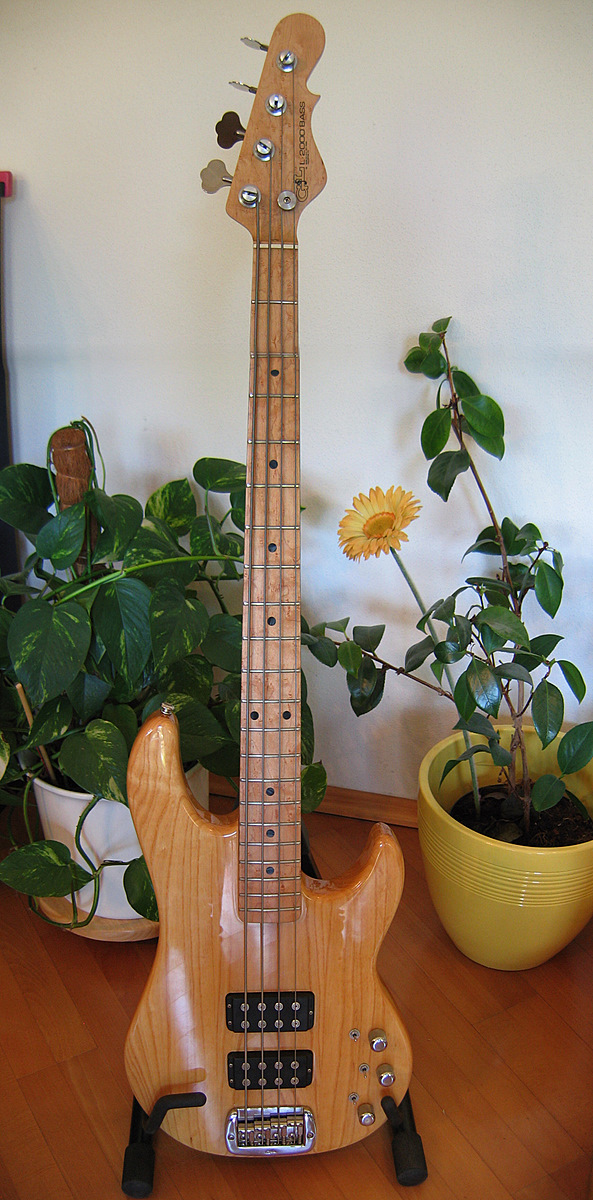
G&L L-2000

#### Modelli attuali
- ASAT Bass: Basso con corpo simile a quello della Telecaster. Disponibile in versione solid-body e semi acustico. Elettronica in comune col modello L-2000. I primi modelli avevano il corpo piatto.
- JB-2 Bass: Disegno simile al Fender Jazz Bass con due pickup all'alnico. Corpo in ontano o frassino.
- L-1500: Basso con elettronica attiva/passiva, monta un pickup MFD al ponte.
- L-1505: Versione a 5 corde dell'L-1500.
- L-2000: Versione con 2 pickup del modello L-1500.
- L-2500: Versione a 5 corde dell'L-2000. Le prime versioni montavano le meccaniche sulla paletta in configurazione 4+1 poi diventate 3+2.
- SB-2 (seconda generazione): Essenzialmente una versione dell'SB-1 con un pickup MFD aggiunto al ponte e relativo controllo del volume.

#### Modelli fuori produzione
- Climax Bass: Modello con elettronica attiva/passiva e corpo scavato nella zona di attacco del manico. Montava un singolo pickup MFD al ponte.
- El Toro Bass: Modello con due pickup mini MFD.
- Interceptor Bass: Simile al El Toro bma con design modificato.
- L-1000: Con elettronica passiva e singolo pickup MFD al manico.
- L-5000: Modello a 5 corde con pickup MFD separati. Fu l'ultimo modello a 5 corde progettato da Leo Fender.
- L-5500: Versione dell'L-5000 con pickup EMG. Configurazione della paletta 4+1.
- LB-100: Conosciuto anche come Legacy Bass. Era una copia del Fender Precision Bass con pickup all'alnico.
- Lynx Bass: Molto simile alla prima versione dell'SB-2, ma con corpo più arrotondato.
- SB-1 (prima versione): Singolo MFD al ponte. Corpo piatto.
- SB-1 (seconda versione): Simile al Precision Bass.
- SB-2 (prima versione): Due pickup MFD. Corpo piatto.

## Tribute
All'inizio del 2003 La G&L introdusse una nuova linea di strumenti prodotti e assemblati in Corea utilizzando materiali di provenienza diversa (ad eccezione dell'elettronica, sempre made in USA).

## Collegamenti
- (EN) Sito ufficiale, su glguitars.com.